# Geranomyia idiopygialis
Geranomyia idiopygialis är en tvåvingeart som först beskrevs av Alexander 1980.  Geranomyia idiopygialis ingår i släktet Geranomyia och familjen småharkrankar.
Artens utbredningsområde är Ecuador. Inga underarter finns listade i Catalogue of Life.